# Élie de Poljakow
Élie de Poljakow (* 19. Jahrhundert; † 20. Jahrhundert) war ein russischer Pferdesportler, der an den Olympischen Sommerspielen 1900 in Paris teilnahm. Er startete in den Wettbewerben Vorführen von Reitpferden und im Gespannfahren.
Élie de Poljakow war ein Sohn des Bankers Lasar Poljakow.